# Fabian Liebig
Fabian Liebig (Berlino, 18 giugno 1994) è un pentatleta tedesco.

## Biografia
Agli europei di Sofia 2016 ha guadagnato il bronzo nella classifica a squadre, con Stefan Köllner e Alexander Nobis.
È stato campione iridato ai mondiali di Città del Messico 2018 nella staffetta mista, in coppia con Rebecca Langrehr.
Ha vinto l'argento a squadre ai mondiali di Il Cairo 2021, con i fratelli Patrick e Marvin Dogue.
Ha rappresentato la Germania ai Giochi olimpici estivi di Tokyo 2020, dove si è piazzato al 19º posto nell'individuale.

## Palmarès
- Mondiali

Città del Messico 2018: oro nella staffetta mista;
Il Cairo 2021: argento a squadre;
- Europei

Sofia 2016: bronzo a squadre;